# 861년

## 연호
- 당(唐) 함통(咸通) 2년
- 일본(日本) 조간(貞観) 3년

## 기년
- 당(唐) 의종(懿宗) 2년
- 신라(新羅) 헌안왕(憲安王) 5년 / 경문왕(景文王) 원년
- 발해(渤海) 대건황(大虔晃) 4년

## 사건
- 신라, 헌안왕이 사위 응렴에게 왕의 자리 물려주고 세상을 떠남.
- 응렴이 왕의 자리에 오르자마자 헌안왕의 차녀와 혼인을 맺음.

## 사망
- 신라(新羅) 47대 국왕(國王) 헌안왕(憲安王)